# Santa Marta el Caracol
Santa Marta el Caracol är en ort i Mexiko.   Den ligger i kommunen Marqués de Comillas och delstaten Chiapas, i den sydöstra delen av landet, 1 000 km öster om huvudstaden Mexico City. Santa Marta el Caracol ligger 184 meter över havet och antalet invånare är 150.
Terrängen runt Santa Marta el Caracol är platt. Runt Santa Marta el Caracol är det glesbefolkat, med 16 invånare per kvadratkilometer. Närmaste större samhälle är Barrio San José, 4,7 km väster om Santa Marta el Caracol. I omgivningarna runt Santa Marta el Caracol växer i huvudsak städsegrön lövskog.